# Phrynobatrachus inexpectatus
Phrynobatrachus inexpectatus é uma espécie de anfíbio da família Petropedetidae.
É endémica da Etiópia.
Os seus habitats naturais são: regiões subtropicais ou tropicais húmidas de alta altitude, campos de altitude subtropicais ou tropicais, pântanos, marismas de água doce, marismas intermitentes de água doce e pastagens.
Está ameaçada por perda de habitat.